# José Luis González Vázquez
José Luis González Vázquez (1964), conocido como González, es un deportista español, especialmente conocido por haber sido portero de fútbol. Actualmente es el entrenador de porteros del Xerez DFC.
González nació el 27 de agosto de 1964 en Elgóibar, Guipúzcoa, País Vasco (España). Fue portero de la Real Sociedad de Fútbol, del Valencia Club de Fútbol y del Real Valladolid en la Primera división española entre los años 1985 y 1995.
González era un portero de grandes reflejos y elasticidad bajo palos conocido principalmente por dos razones: ser el sustituto del mítico Luis Arconada en la portería de la Real Sociedad y parar el famoso penalti de Djukic, que de haber entrado habría supuesto el primer título de Liga en la historia del Deportivo de la Coruña.
Ejerció de entrenador de porteros, trabajando con Esteban Vigo al menos desde la temporada 2008-2009, después se marchó con él al Hércules Club de Fútbol en la 2009-10, permaneciendo en el equipo alicantino hasta la destitución de Esteban Vigo el 23/03/2011. Posteriormente sue segundo entrenador del Xerez Club Deportivo, llegando a disputar un partido como entrenador en la temporada 2016/17 en División de Honor Andaluza, con victoria 2-4 frente al Estrella de San Agustín. Actualmente ejerce como entrenador de porteros en el Xerez DFC.

## Inicios
Jugó en el Elgóibar de su localidad natal, de donde fue fichado por la Real Sociedad en 1982. Durante varias campañas perteneció al San Sebastián CF, equipo filial de la Real Sociedad, que jugaba en Segunda división B.
Su debut con el primer equipo de la Real se produjo el 13 de noviembre de 1984 en un partido de Copa del Rey contra el Club Deportivo Santurtzi. Su gran oportunidad con la Real se produjo a la temporada siguiente (1985-86). En aquel año González seguía siendo parte de la plantilla del filial y podía considerársele el tercer portero de la Real Sociedad. El mítico Luis Miguel Arconada, dueño indiscutible de la portería realista, sufrió una grave lesión en el primer partido de Liga que le apartó del equipo toda la temporada, siendo su puesto ocupado por el joven guardameta suplente Elduayen. González fue promocionado al primer equipo para ocupar la plaza suplente dejada por Elduayen. Elduayen tuvo minutos a lo largo de la temporada, lo que le granjeó una buena reputación y le valió ser fichado al final de la temporada por el Atlético de Madrid. Además, Elduayen sufrió una lesión a mitad de campaña que permitió a González debutar en Primera división y disfrutar de 13 partidos a lo largo del año. 
En la temporada 1986-87 Arconada volvió a ocupar sin discusión la portería realista y la marcha de Elduayen permitió a González convertirse en el portero suplente de Arconada. González fue testigo desde el banquillo del título de Copa del Rey obtenido por la Real Sociedad en esta campaña y del doble subcampeonato Liga-Copa de la siguiente. Durante esas temporadas, González fue el suplente de Arconada, disfrutando sólo de unos pocos partidos al año.

## Sustituto de Arconada en la Real Sociedad
Con la experiencia acumulada en los años anteriores de suplencia y con 24 partidos a sus espaldas de experiencia en Primera división, González se perfiló con el sustituto natural de Arconada en la portería realista a partir de la retirada de este en 1989.
Durante tres años fue el dueño indiscutible del marco realista cuajando excelentes actuaciones. Destacó la temporada 1989-90 en la que la Real Sociedad se clasificó en quinto lugar y obtuvo una plaza para disputar la Copa de la UEFA.
Sin embargo las actuaciones de González en el marco realista se vieron ensombrecidas por las continuas comparaciones que realizaban los aficionados con su antecesor en el puesto. Incapaz de llegar a ser un nuevo Arconada, González aceptó la oferta que le realizó un equipo grande como el Valencia Club de Fútbol en 1992 y probó suerte lejos de casa.
En total González estuvo 7 campañas en la Real Sociedad, donde disputó 154 partidos oficiales, 134 de ellos en la Primera división española.

## Estancia en el Valencia y el penalti de Djukic
González llegó al Valencia Club de Fútbol como importante fichaje y a priori portero titular del equipo. Llegó como recambio del ya veterano portero valencianista José Manuel Sempere, que tenía por aquel entonces 34 años de edad, pero sorpresivamente Sempere le ganó la partida por la titularidad en la portería valencianista.
En las dos temporadas que permaneció en el club, González jugó tan solo 12 partidos de Liga. El equipo anduvo en la zona alta de la tabla, pero tampoco obtuvo títulos, siendo lo más destacable el 4º puesto de la temporada 1992-93, que valió al Valencia un puesto en la Copa de la UEFA.
Sin embargo, González pasó a la historia en su último partido como valencianista. Era la última jornada de Liga de la temporada 1993-94, en un partido que resultaba intrascendente para el Valencia Club de Fútbol, pero vital para su rival, el Real Club Deportivo de La Coruña, que se jugaba el título de Liga. El partido llegó a los minutos finales con empate a cero, cuando el árbitro pitó un penalti a favor del Deportivo. El marcar aquel penalti hubiera supuesto el primer título de Liga de la historia del Deportivo, pero González paró el penalti lanzado por Miroslav Djukic dejando al Deportivo sin título y brindando la cuarta Liga consecutiva al Fútbol Club Barcelona del Dream Team. Su festejo causó enfado a la afición deportivista, llegando a recibir cantos contra su persona aún en la temporada 2010/2011 cuando ejercía de entrenador de porteros del Hércules. Aquel final de Liga se recuerda en España como uno de los más dramáticos y emocionantes de la historia.
En relación con este partido en el año 2008, Fernando Giner, uno de los jugadores del Valencia, admitió que el F. C. Barcelona  les primó por conseguir un empate o una victoria en aquel partido.

## Real Valladolid, C.A. Marbella, Xerez C.D., C.D.San Fernando y vuelta a Jerez
En 1994, a punto de cumplir los 30 años, González abandonó el Valencia, donde no había logrado cuajar y fichó por un equipo más modesto de la Liga española, el Real Valladolid.
En Valladolid, González dispuso de más minutos que en Valencia, siendo el portero titular la mayor parte del año, pero no pudo evitar que su equipo ocupara la 19.ª plaza en la clasificación.
González no tuvo continuidad en el equipo pucelano debido a que surgió la figura emergente de César, que se hizo en la campaña siguiente con la titularidad absoluta, dejando al portero vasco sin un solo minuto de juego. En 1996 a mitad de campaña ficha por el Club Atlético Marbella de segunda división.
El Marbella se ve abocado al descenso esa temporada ocupando la última plaza de la categoría. Entonces González ficha para la temporada 1996-97 por el Xerez CD, equipo de la Segunda división B. En su primera campaña asciende con los xerecistas, descendiendo al año siguiente de categoría y consiguiendo otro nuevo ascenso a Segunda división en la temporada 2000-01. En la temporada siguiente, firmó por el CD San Fernando de Segunda división B, equipo en el que se retiraría como futbolista finalmente.
Posteriormente continúa como entrenador de porteros del Xerez Deportivo FC.

## Clubes

### Como jugador
- Elgóibar (Elgóibar).
- San Sebastián- (Segunda División B) 1982 a 1985
- Real Sociedad - (Primera División) - 1985 a 1992.
- Valencia Club de Fútbol - (Primera División) - 1992 a 1994
- Real Valladolid - (Primera División) - 1994 a 1995
- Atlético Marbella - (Segunda División) - 1995 a 1996
- Xerez Club Deportivo - (Segunda División/Segunda División B) - 1996 a 2001
- CD San Fernando - (Segunda División) -  2001 a 2002

### Como entrenador de porteros
- Xerez Club Deportivo - (Segunda División/Segunda División B) - 2008 a 2009
- Hércules CF - (Segunda División/Primera División) - 2009 a 2011
- Xerez Club Deportivo - Liga Adelante - 2012
- Xerez DFC - 2023

### Como segundo entrenador
- Xerez DFC - (División de Honor Andaluza/Tercera División) - 2016 hasta 2020.

## Títulos

### Campeonatos nacionales
- 1 Copa del Rey con la Real Sociedad- (España) - 1987.